# Пономарёво (Бежаницкий район)
Пономарёво — деревня на юго-западе Бежаницкого района Псковской области. Входит в состав сельского поселения Кудеверская волость.
Расположена на Бежаницкой возвышенности, на берегу реки Алоль, в 2 км к юго-западу от волостного центра Кудеверь и в 46 км к юго-западу от райцентра Бежаницы.
Численность населения деревни по состоянию на 2000 год составляла 16 жителей.